# Passiena spinicrus
Passiena spinicrus là một loài nhện trong họ Lycosidae.
Loài này thuộc chi Passiena. Passiena spinicrus được Tord Tamerlan Teodor Thorell miêu tả năm 1890.